# Дружетићи
Дружетићи су насеље у Србији у општини Горњи Милановац у Моравичком округу. Према попису из 2022. било је 410 становника.
Овде се налазе и Кућа породице Раичевић и Крајпуташ Игњату Влашковићу у Дружетићима.
У деветнаестој књизи "Насеља и порекло становништва" (издање 1925 г.) наводи се "јака и снажна породица из Роваца у Црној Гори, немирна и врло плодна - Ћајићи на Косама". Њих је неколико презимена, на Косама и у планини: Tанасковићи, Милосављевићи, Трифуновићи, Нешковићи и Маринковићи. 33 куће, славе светог Луку. Косе су део села Дружетићи према Богданици а изнад Каменице, друмског насеља на реци Каменици под Руевцем. О фамилији Танасковић из Дружетића остало је сећање почев од Сима и Танаска - Симеуновог и Максимовог оца. Симеун Танасковић и жена му Марија изродили децу: Радисава, Миливоја, Николу, Танасија и кћи Савку. Ова породица имала је од имања: кућу и зграду, њиву од1/2 плуга, 2 ливаде, 2 косе, забран, 1 пуг. За пореске обавезе одређено им је да по имању спадају у I класу а по приходу у IV класу, те су имали обавезу од 11 цесарских дуката платити за 1863 годину. Како се рачуна да су насељавања у овом крају била пре 1804 године, то се Симеун и брат му Максим родише у Дружетићима. Симеун и Марија су, забележено је, били добростојећи, помиње се да су и он и жена му Марија имали по коња.
Никола Танасковић, један од синова Симеунових, и жена му Јока, имали су петоро деце: Раденка, Радомира, Милића, Илију и кћи Драгињу, удату Каљевић. Деца Николиног сина Радомира: Милојко, Симеун, Миодраг, Адам и кћи Милена, удата Милетић, сећали су се како је њих једанаесторо живело у једној "згради". Танасковића данас има свуда, од Дружетића, Пожеге, Чачка, Београда ... У Дружетићима су Милојков син Мића и жена Доца са сином Милованом и снајом Душицом, чија су деца у Чачку и Београду.
У Пожеги су синови Миодрага и жене му Радмиле од Перишића из Добродола: Раде Танасковић са женом Милицом - деца су им у Пожеги и у Београду, и брат му Мире са женом Мирјаном - деца су им у Београду. У Чачку су Симеунови синови Зоран и Славко са породицом...
Дружетићи, заједно са својом варошицом Каменицом, удаљени су од Горњег Милановца 43 км. Налазе се на старом путу за Пожегу, на подручју ужичке Црне горе, на надморској висини од 480 до 660 м и површини од 3.154 ха.

## Галерија
- Дом културе
- Главна улица
- Школа

## Историја
Почетак стварања насеља Каменица пада пред крај XVII i početak XVIII века, то су се Косе насељавале барем у то време. Породице из Црне Горе су се углавном досељавале из економских разлога тражећи за себе простор који је у овим крајевима створен повлачењем становништва које је током турске окупације исламизовано. Крајем XVII муслиманске породице растурали су и хајдуци те су се оне исељавале тако да Први устанак 1804 није затекао у селу муслиманске фамилије. Досељавања новог становништва су била спора, породице су се селиле према распитивању и искуству оних који су стигли, највише из Старог Влаха и Црне Горе. Досељавањем, и саме породице, у највећем живећи у задругама, су се разгранавале а крсно име није припадало домаћину него дому и баштини. До промене презимена долазило је и одласком на мираз или усиновљавањем. Досељавања су вршена на простору који је био општа својина, док се није почела земља обрађивати и воћњаци садити, за својину се није тежило. У књизи спахијских прихода у рани, плаћало се кукурузом, доста ређе и пшеницом. Лети је стока терана на испашу у планину. Подаци говоре да је становништво држало овце, козе, свиње, говеда, ретко је ко имао коња. Воћарство се почело развијати око 1850 г. Својина се тада водила као: приватна, сеоска, општинска и државна. Крај је био сиромашан па су људи ишли у печалбу, углавном у групи од осам радника од којих се један старао о групи као њен вођа.
Дружетићи су на левој обали речице Каменица, подигнути на Маљен и Сувобор. На истоку, поток их одваја од Прањана. Под Риором су им закоси и ливаде..
Насеље овог краја се први пут помиње у турском попису 1525. године под именом Каменица. О настанку имена Дружетићи нема сигурних података. До 1991. године Каменица и Дружетићи били су једно село. Тада су се поделили и свако од њих добило је статус села.

## Демографија
У насељу Дружетићи живи 596 пунолетних становника, а просечна старост становништва износи 47,2 година (46,7 код мушкараца и 47,7 код жена). У насељу има 221 домаћинство, а просечан број чланова по домаћинству је 3,18.
Ово насеље је у потпуности насељено Србима (према попису из 2002. године).
|  |

| Демографија | Демографија | Демографија |
| Година      | Становника  | Становника  |
| ----------- | ----------- | ----------- |
| 1948.       | 1.239       |             |
| 1953.       | 1.415       |             |
| 1961.       | 1.311       |             |
| 1971.       | 1.220       |             |
| 1981.       | 1.041       |             |
| 1991.       | 866         | 864         |
| 2002.       | 703         | 714         |
| 2011.       | 565         |             |

| Етнички састав према попису из 2002.‍ | Етнички састав према попису из 2002.‍ | Етнички састав према попису из 2002.‍ | Етнички састав према попису из 2002.‍ | Етнички састав према попису из 2002.‍ |
| ------------------------------------ | ------------------------------------ | ------------------------------------ | ------------------------------------ | ------------------------------------ |
|                                      |                                      |                                      |                                      |                                      |
| Срби                                 | Срби                                 |                                      | 703                                  | 100,0%                               |
| непознато                            | непознато                            |                                      | 0                                    | 0,0%                                 |

| Година пописа     | 1948. | 1953. | 1961. | 1971. | 1981. | 1991. | 2002. |
| ----------------- | ----- | ----- | ----- | ----- | ----- | ----- | ----- |
| Број домаћинстава | 241   | 273   | 287   | 279   | 271   | 253   | 221   |

| Број чланова      | 1  | 2  | 3  | 4  | 5  | 6  | 7  | 8 | 9 | 10 и више | Просек |
| ----------------- | -- | -- | -- | -- | -- | -- | -- | - | - | --------- | ------ |
| Број домаћинстава | 44 | 64 | 34 | 23 | 19 | 22 | 11 | 3 | 1 | 0         | 3,18   |

| Пол    | Укупно | Неожењен/Неудата | Ожењен/Удата | Удовац/Удовица | Разведен/Разведена | Непознато |
| ------ | ------ | ---------------- | ------------ | -------------- | ------------------ | --------- |
| Мушки  | 314    | 80               | 203          | 26             | 5                  | 0         |
| Женски | 302    | 32               | 205          | 60             | 5                  | 0         |
| УКУПНО | 616    | 112              | 408          | 86             | 10                 | 0         |

| Пол    | Укупно                    | Пољопривреда, лов и шумарство | Рибарство                            | Вађење руде и камена | Прерађивачка индустрија       |
| ------ | ------------------------- | ----------------------------- | ------------------------------------ | -------------------- | ----------------------------- |
| Мушки  | 211                       | 162                           | 0                                    | 2                    | 29                            |
| Женски | 160                       | 113                           | 0                                    | 0                    | 30                            |
| УКУПНО | 371                       | 275                           | 0                                    | 2                    | 59                            |
| Пол    | Производња и снабдевање   | Грађевинарство                | Трговина                             | Хотели и ресторани   | Саобраћај, складиштење и везе |
| Мушки  | 0                         | 1                             | 4                                    | 0                    | 4                             |
| Женски | 1                         | 0                             | 7                                    | 0                    | 0                             |
| УКУПНО | 1                         | 1                             | 11                                   | 0                    | 4                             |
| Пол    | Финансијско посредовање   | Некретнине                    | Државна управа и одбрана             | Образовање           | Здравствени и социјални рад   |
| Мушки  | 0                         | 2                             | 0                                    | 1                    | 1                             |
| Женски | 1                         | 1                             | 3                                    | 2                    | 0                             |
| УКУПНО | 1                         | 3                             | 3                                    | 3                    | 1                             |
| Пол    | Остале услужне активности | Приватна домаћинства          | Екстериторијалне организације и тела | Непознато            | Непознато                     |
| Мушки  | 4                         | 0                             | 0                                    | 1                    | 1                             |
| Женски | 0                         | 0                             | 0                                    | 2                    | 2                             |
| УКУПНО | 4                         | 0                             | 0                                    | 3                    | 3                             |